# Galgenhof (Herzogenaurach)
Galgenhof ist ein Gemeindeteil der Stadt Herzogenaurach im Landkreis Erlangen-Höchstadt (Mittelfranken, Bayern). Galgenhof liegt in der Gemarkung Burgstall.

## Geographie
Die ehemalige Einöde liegt am Schleifmühlbach, der 500 Meter weiter östlich als rechter Zufluss in die Mittlere Aurach mündet. Der Ort bildet mit dem Herzogenauracher Gewerbegebiet im Westen eine geschlossene Siedlung und ist mittlerweile als Haus Nr. 39 der Galgenhofer Straße aufgegangen. Im Südwesten grenzt ein Golfplatz an. Der Ort liegt an der Galgenhofer Straße, die vierhundert Meter weiter nordwestlich in die Hans-Maier-Straße (=St 2263) mündet bzw. einen Kilometer südöstlich nach Hauptendorf führt.

## Geschichte
Der Ort war ursprünglich ein Lehen des Hochstifts Bamberg und gelangte in der Folgezeit an Nürnberger Patrizier.
Gegen Ende des 18. Jahrhunderts bestand Galgenhof aus einem Anwesen. Das Hochgericht übte das brandenburg-ansbachische Stadtvogteiamt Langenzenn aus. Der Nürnberger Eigenherr von Tucher war der Grundherr über das Höflein.
Von 1797 bis 1808 unterstand der Ort dem Justiz- und Kammeramt Cadolzburg. Im Rahmen des Gemeindeedikts wurde Galgenhof dem 1808 gebildeten Steuerdistrikt Obermichelbach zugeordnet. Es gehörte der im selben Jahr gegründeten Ruralgemeinde Burgstall an. Ein Anwesen unterstand in der freiwilligen Gerichtsbarkeit dem Patrimonialgericht Stein (bis 1812, 1823–1848).
Am 1. Januar 1972 wurde Galgenhof im Zuge der Gebietsreform in die Stadt Herzogenaurach eingegliedert.

### Einwohnerentwicklung
| Jahr      | 001818 | 001861 | 001871 | 001885 | 001900 | 001925 | 001950 | 001961 | 001970 | 001987 |
| Einwohner | 16     | 12     | 7      | 10     | 6      | 8      | 21     | 11     | 5      | 4      |
| Häuser    | 2      |        |        | 2      | 1      | 1      | 1      | 1      |        | 1      |
| Quelle    | [ 9 ]  | [ 10 ] | [ 11 ] | [ 12 ] | [ 13 ] | [ 14 ] | [ 15 ] | [ 16 ] | [ 17 ] | [ 1 ]  |

## Religion
Der Ort ist römisch-katholisch geprägt und nach St. Magdalena (Herzogenaurach) gepfarrt. Seit Mitte des 20. Jahrhunderts gibt es auch Einwohner evangelisch-lutherischer Konfession, die bis heute in die Evangelische Stadtkirche (Herzogenaurach) gepfarrt sind.